# ルー・ハリソン
ルー・シルヴァー・ハリソン (Lou Silver Harrison、1917年5月14日 - 2003年2月2日)は、アメリカの現代音楽の作曲家。オレゴン州ポートランド出身。

## 経歴
世界中の民俗音楽を参照して出来上がる、一種のワールドミュージックに近い性質を持った作曲活動を行った。十二音技法で作曲したチェロとハープの為の組曲も佳品ではあるが、後にこの技法への敵意は凄まじいものとなった。『太平洋のロンド』ではフィナーレに十二音技法を配し、この技法が世界の調和を破るものとして用いられる。ジョン・ケージとも共同作曲をするほど仲が良かったものの、ハリソンの楽天的な性格がケージの厭世的な性格と合わなくなり、最終的には決裂する。
ハリソンが晩年まで情熱を傾けた物が音律である。世界の様々な音律に詳しかった彼は、世界の楽器を調律しなおす創作へ徐々に傾斜してゆく。最も有名なのはジャワ・ガムランだが、韓国の伝統楽器も調律しなおして作曲しており、芸風の幅は広い。舞台上のアップライトピアノを、自ら調律バーを持って聴衆の前で様々に違った調律の音階を聞かせるなど、聴衆の耳の覚醒すらも狙っていた。
現代音楽の保守的な空気を嫌い、その既成下に置かれない演奏家との活動をよしとした。最も有名なのはキース・ジャレットとの活動であろう。
エスペラントによる声楽作品も多く残しており（勿論、ハリソン自身がエスペランティストでもあった）、特に般若心経のエスペラント訳によるアメリカン・ガムランと合唱のための"La Koro Sutro"が有名。
2003年、ハリソンの音楽が単独で祝われるフェスティバルへ向かう途中、インディアナ州ラファイエットのデニーズのレストランで心臓発作で倒れ、亡くなった。

## 作品
- Präludium und Sarabande für Orchester
- Alleluja für Orchester
- Neue Ode für Solo, Chor, Sprechchor, Orchester, Schlagzeug und orientalische *Instrumente
- Drums Along the Pacific
- "La Koro Sutro"
- Rhymes With Silver
- Serenado
- Solo Keyboards
- Pacifica Rondo
- "カルロス・チャベスのための哀歌" Threnody for Carlos Chávez（1978）, ヴィオラとガムランのための

## 著書
- 『ルー・ハリソンのワールド・ミュージック入門』 ルー・ハリソン著 ; 柿沼敏江, 藤枝守訳. ジェスク音楽文化振興会, 1993.7 ISBN 978-4-6365-5032-0